# Кубинский сельсовет (Московская область)
Ку́бинский сельсовет — упразднённая административно-территориальная единица, существовавшая на территории Московской губернии и Московской области до 1968 года.
Кубинский с/с был образован в первые годы советской власти. По данным 1919 года он входил в состав Кубинской волости Верейского уезда Московской губернии.
27 февраля 1922 года Кубинская волость была передана в Звенигородский уезд.
В 1929 году Кубинский сельсовет вошёл в состав Звенигородского района Московского округа Московской области.
5 апреля 1936 года к Кубинскому с/с были присоединены Подлипкинский и Репищевский с/с.
25 января 1952 года из Никольского с/с в Кубинский было передано селение Угрюмово.
7 декабря 1957 года Звенигородский район был упразднён и Кубинский с/с был передан в Кунцевский район.
28 июля 1960 года в связи с упразднением Кунцевского района Кубинский с/с был передан в восстановленный Звенигородский район.
1 февраля 1963 года Звенигородский район был упразднён и Кубинский с/с вошёл в Звенигородский сельский район. 11 января 1965 года Кубинский с/с был передан в новый Одинцовский район.
27 декабря 1968 года Кубинский с/с был упразднён, а все его населённые пункты переданы в административное подчинение новообразованному рабочему посёлку Кубинка.